# Allegheny (fiume)
L'Allegheny (talvolta anche Allegany, in particolare nello Stato di New York) è localizzato nel nord-est degli Stati Uniti d'America. È il principale dei due fiumi, l'altro è il fiume Monongahela, che a Point State Park nel centro di Pittsburgh dà forma al fiume Ohio. 
Scorre per una lunghezza di 523 km attraverso gli Stati di New York e Pennsylvania. Il suo bacino idrografico copre una superficie di 29.992 chilometri quadrati. Le fonti di alcuni dei suoi principali affluenti si trovano solo ad una decina di chilometri dal Lago Erie nel sud-ovest dello Stato di New York. La valle fluviale è una dei principali centri di estrazione mineraria degli Stati Uniti, in particolar modo per carbone, petrolio e gas naturale.
In corrispondenza della città di Pittsburgh l'Allengheny è attraversato da 17 ponti e altri attraversamenti. Tra i più noti vi è il trio di ponti sospesi gemelli conosciuti come le Tre Sorelle, situati poche decine di metri a monte rispetto all'intersezione con il fiume Monongahela e realizzati tra il 1924 e il 1928.